# دائرة مجزأة

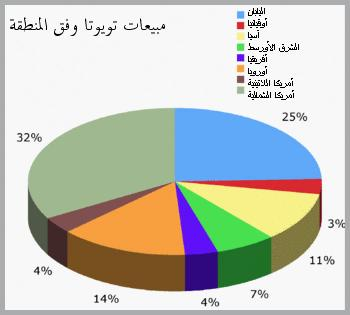

الدائرة المجزأة أو الدائرة النسبية أو المخطط الدائري هي رسم بياني يمثل مجموع القيم الكلية للظاهرة، فتقسم إلى قطاعات جزئية تناسب قيم المجموعات الجزئية التي تتكون منها الظاهرة، وتميز تلك القطاعات عن بعضها بألوان مختلفة أو بظلال مختلفة لضمان الإيضاح.